# Cerchysius bashai
Cerchysius bashai är en stekelart som beskrevs av Hayat 2003. Cerchysius bashai ingår i släktet Cerchysius och familjen sköldlussteklar. Inga underarter finns listade i Catalogue of Life.